# Адміністративний поділ Канади

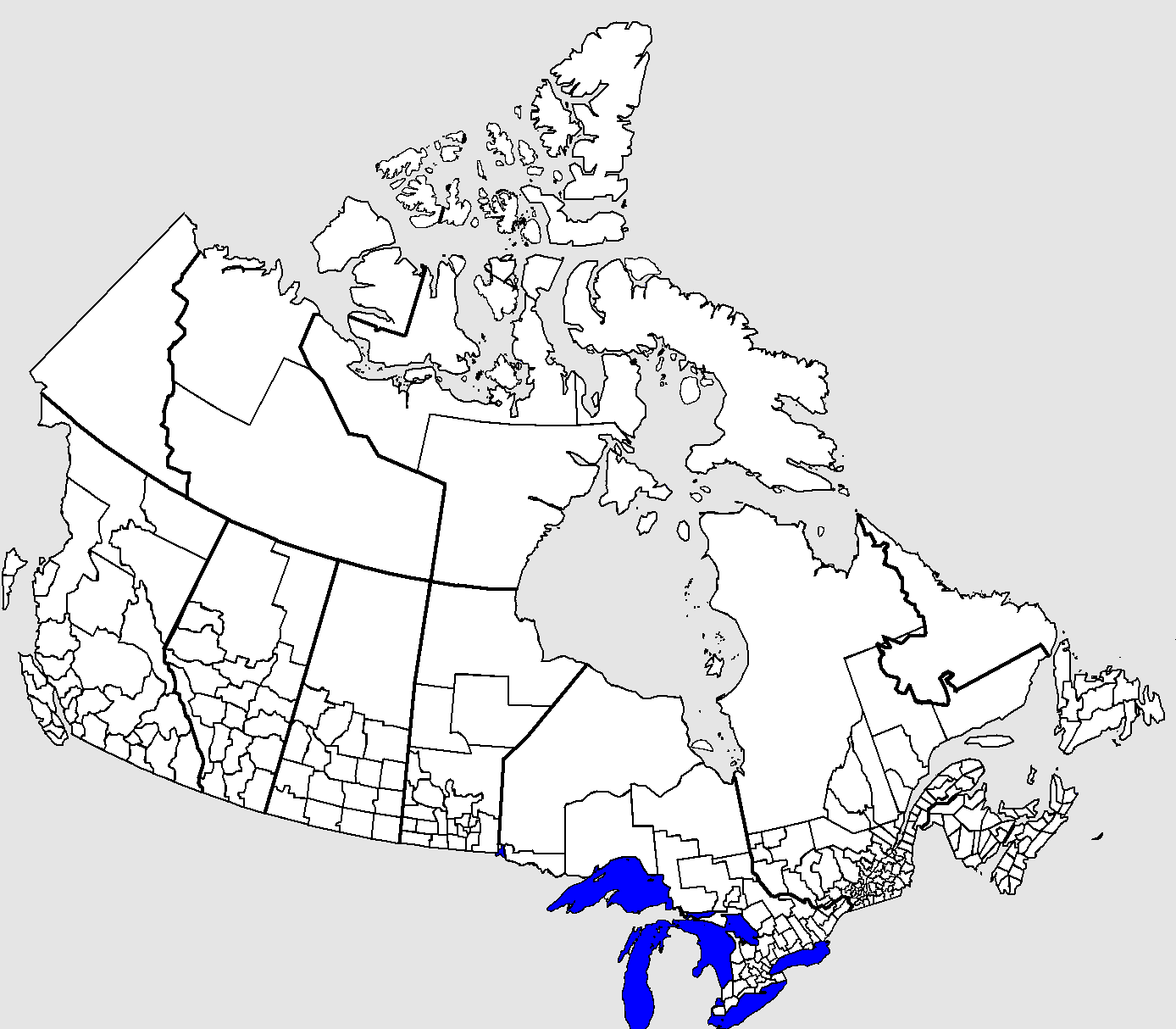
Мапа Канади

У Канаді існують дві основні системи територіального поділу: адміністративний і переписний.
В адміністративному відношенні в різних частинах Канади виділяються від одного (Юкон) до чотирьох (Квебек) рівнів поділу.

## Перший рівень
На першому рівні вся територія Канади складається з десяти провінцій і трьох територій.
Десять сучасних провінцій: Альберта, Британська Колумбія, Квебек, Манітоба, Нова Шотландія, Нью-Брансвік, Ньюфаундленд і Лабрадор, Онтаріо, Острів Принца Едварда і Саскачеван.

Три території: Нунавут, Північно-західні території і Юкон.

## Регіональний рівень
Всі провінції і території Канади поділяються на регіони/області (англ. regions, фр. régions) для різних офіційних та неофіційних цілей. В деяких провінціях і територіях «області» офіційно є рівнем адміністративного поділу (Квебек, Північно-західні території, частково Нунавут). В інших провінціях і територіях «області» не мають офіційного статусу.

## Окружний рівень і рівень графств
Більш поширеним (фактично другим) рівнем адміністративного поділу є графства/округи. Цей рівень офіційно існує в 6 провінціях (див. таблицю нижче).

## Муніципальний рівень
Нарешті майже у всіх провінціях і територіях Канади виділяються адміністративні одиниці муніципального рівня: муніципалітети, міста, села, селища, парафії, кантони, графства й округи. Території без постійного населення не входять до одиниць муніципального рівня, а є невключеними територіями.

## Індіанські резервації
Індіанські резервації не входять до адміністративних одиниць муніципального рівня і, як правило, окружного рівня, будучи фактично самостійним рівнем адміністративного поділу.

## Переписний поділ
Переписні географічні одиниці Канади — підрозділи країни, створені та використовувані федеральним урядом і статистичною службою Канади при проведенні переписів населення Канади, що проводяться кожні п'ять років. Існує чотири рівні переписного поділу:
- 1. верхній рівень — провінції і території Канади;
- 2. переписні області (англ. census division) в основному відповідають АО окружного рівня
- 3. переписні підобласті (англ. census subdivision) часто відповідають АО муніципального рівня;
- 4. об'єднання кварталів (англ. dissemination areas).

## Оглядова таблиця
Темно-сірою заливкою виділені неадміністративні одиниці.
| АП-1                          | Регіони/області (Regions) | Окружний/ «графський» рівень (Counties) АП-2                                                | Переписні області (CD)                 | Муніципальний рівень                                           | Переписні підобласті (CSD)        |
| ----------------------------- | ------------------------- | ------------------------------------------------------------------------------------------- | -------------------------------------- | -------------------------------------------------------------- | --------------------------------- |
| Адміністративний поділ Канади | св. 100 областей/регіонів | Адміністративний поділ Канади окружного рівня — 219                                         | Переписні одиниці Канади — 290         | Адміністративний поділ Канади муніципального рівня) — бл. 3700 | 5418                              |
| АПК                           | Категорія:Області Канади  | Категорія:Адміністративний поділ Канади окружного рівня                                     |                                        | Категорія:Адміністративний поділ Канади муніципального рівня   | Категорія:Переписний поділ Канади |
| Альберта (АПП)                | 6                         | —                                                                                           | 19 ПО                                  | ~356                                                           | 453                               |
| Британська Колумбія           | 5—27                      | 29 округів (regional district), в тому числі 1 не адм.                                      | = АП2 (29 ПО)                          | ~158                                                           | 836                               |
| Квебек                        | 17                        | 104 АО: 87 графств (RCM) + 14 міст + 3 еквівалентні території; окремо індіанські резервації | 98 ПО, майже збігається з АП2          | ~1117                                                          | 1294                              |
| Манітоба                      | 8                         | —                                                                                           | 23 ПО                                  | ~201                                                           | 297                               |
| Нова Шотландія (АП)           | 11                        | 18 графств (county)                                                                         | = АП2 (11)                             | ~46                                                            | 100                               |
| Нунавут                       | 3?                        | —                                                                                           | = АП1 (3)                              | ~25                                                            | 31                                |
| Нью-Брансвік                  | 13                        | 15 графств (county)                                                                         | = АП2 (15)                             | ~255                                                           | 276                               |
| Ньюфаундленд і Лабрадор       | 2—11                      | —                                                                                           | 11 ПО (частково відповідають регіонам) | ~282                                                           | 377                               |
| Онтаріо (АП)                  | 6                         | 50 АО: різні муніципалітети і графства                                                      | = АП2 (50)                             | ~415                                                           | 585                               |
| Острів Принца Едварда         | 7                         | 3 графства (county)                                                                         | = АП2 (3)                              | ~76                                                            | 113                               |
| Саскачеван                    | 9                         | —                                                                                           | 18 ПО                                  | ~803                                                           | 984                               |
| Північно-західні території    | 5                         | —                                                                                           | 2 ПО                                   | ~6                                                             | 37                                |
| Юкон                          | 1                         | —                                                                                           | 1 ПО                                   | ~10 (?)                                                        | 35                                |